# Tug of War International Federation
La Tug of War International Federation (TWIF) è la federazione sportiva internazionale, riconosciuta dal CIO, che governa lo sport del tiro alla fune.